# Mara Lapia
Mara Lapia (Nuoro, 22 agosto 1976) è una politica italiana, deputata della XVIII legislatura.

## Biografia
Laureata in giurisprudenza a Sassari con in seguito una specializzazione in criminologia, svolge la professione di avvocato.
Nelle elezioni politiche del 2018 è stata eletta alla Camera dei deputati, carica parlamentare per la quale era stata candidata dal Movimento 5 Stelle, ottenendo il 45,1% dei voti.
Il 9 dicembre 2020 esplode un litigio nei pressi del Transatlantico tra la Lapia e un'altra deputata del M5S, Gilda Sportiello. L'indomani, il 10 dicembre 2020, lascia il Movimento 5 Stelle dopo la votazione sul MES insieme ad altri 3 deputati ed aderisce al Gruppo misto.
Il 13 gennaio 2021, insieme ad altri 4 ex deputati M5S già passati al gruppo misto, aderisce alla componente del Gruppo misto Centro Democratico - Italiani in Europa di Bruno Tabacci, confermando la fiducia al premier Conte in occasione del voto di fiducia richiesto dal Governo in seguito alla fuoriuscita di Italia Viva dalla maggioranza.
Il 3 maggio 2021 entra a far parte del Consiglio Nazionale di Centro Democratico.
Nel luglio 2022 viene diffusa una nota specificando che Lapia non è iscritta a Centro Democratico, pur mantenendovi l'affiliazione in Parlamento.

## Vita privata
È sposata e madre di un figlio.